# Cermat
Cermat, auch Cermait (altirisch), Cearmaid (heutiges Irisch), mit dem Beinamen Milbél („Honigmund“), ist eine Sagenfigur aus der keltischen Mythologie Irlands. Er gehört zum Volk der Túatha Dé Danann.

## Mythologie
Cermait ist im Lebor Gabála Érenn („Das Buch der Landnahmen Irlands“) der Sohn des Dagda und der Vater der drei Könige Irlands, Céthor, Séthor und Téthor – in einer anderen Version waren deren Namen Mac Cécht ([mak kʼeːxt], „Sohn der Pflugschar“), Mac Cuill ([mak kuLʼ], „Sohn der Hasel“) und Mac Gréine ([mak 'gʼrʼeːnʼe], „Sohn der Sonne“). Cermat soll wegen eines Ehebruchs mit der Gattin Lughs von diesem getötet worden sein.
In einer Variante des Lebor Gabála Érenn werden die drei Schwestern Ériu, Fótla und Banba mit den drei Brüdern Mac Gréine (mit Ériu), Mac Cécht (mit Fótla) und Mac Cuill (mit Banba) verheiratet, womit die Tuatha Dé Danann die legitime Herrschaft über die Insel übernehmen. In der anderen Lesart sind die Gatten der Schwestern die Brüder Cethor, Sethor und Tethor. In beiden Versionen haben die drei Könige bis zur Ankunft der Milesier über Irland geherrscht und fallen in der Entscheidungsschlacht.
Einer anderen Version zufolge ist Cermait ein Beiname Ogmas, des Bruders des Dagda.